# Jokasta
Jokasta (grč.  Ἰοκάστη) bila je osoba iz grčke mitologije, majka i supruga grčkog junaka Edipa.

## Mitologija
Kada su Jokasta i kralj Laj, poslije dužeg vremena dobili sina, Laj je, bojeći se zloslutnih proročanstava naredio da sina odvedu u šumu i tamo spale. Rob, koji je dječaka vodio u šumu, sažalio se nad njegovom sudbinom i predaje ga nepoznatom pastiru koga je sreo u šumi. Pastir je dječaka odnio svom gospodaru, korintskom kralju Polibu, koji nije imao djece. Polib ga je prihvatio, nazvao ga Edip i odgojio kao vlastitog sina.
Kada je Edip odrastao, nesretnim slučajem ubija kralja Laja, i kao nepoznat dolazi u Tebu gdje spašava grad od strašne Sfinge. Kao nagradu Tebanci ga proglašavaju kraljem, a on ženi Jokastu.
Jokasta i Edip su imali četvoro djece, prvo dva sina blizanca Etokla i Polinika, zatim dvije kćerki, stariju Antigonu i mlađu Ismenu. Dugo godina živjeli su sretno i pravedno vladali Tebom, sve dok se jednog dana nije pojavila zaraza koju su bogovi poslali, a za koje nije bilo lijeka. Nezadovoljni Tebanci su se obratili kralju za pomoć, pošto im je on već jednom pomogao u slučaju sa Sfingom. Edip šalje brata od Jokaste, svog ujaka Kreonta, u Delfi kako bi saznao istinu o zarazi koja je harala Tebom. Proročice iz Delfija objavljuju da treba pronaći ubojicu kralja Laja, i da taj zločin treba objelodaniti, i na taj način bi se Teba oslobodila zaraze koju su joj bogovi nametnuli.
Edip želi sam rasvjetliti taj zločin, i tada saznaje da je upravo on taj koji je ubio svoga oca, kralja Laja i oženio svoju majku Jokastu. Kada je Jokasta to doznala odmah se objesila, a Edip je sam sebi iskopao oči. Kreont, brat Jokastin, postaje tebanski kralj i protjeruje Edipa iz grada.

## Psihologija
U psihologiji postoji koncept Edipov kompleks koji je prema Sigmundu Freudu razvoj dječaka kroz identifikaciju s ocem i željom prema majci. Često je korišten pojam u psihoanalizi. Dobio je ime po starogrčkom mitu o Edipu, koji je ubio svog oca Laja i vjenčao se sa svojom majkom Jokastom. 
Pandan Edipovom kompleksu je Elektrin kompleks.